# Geschichte der Juden in Czernowitz

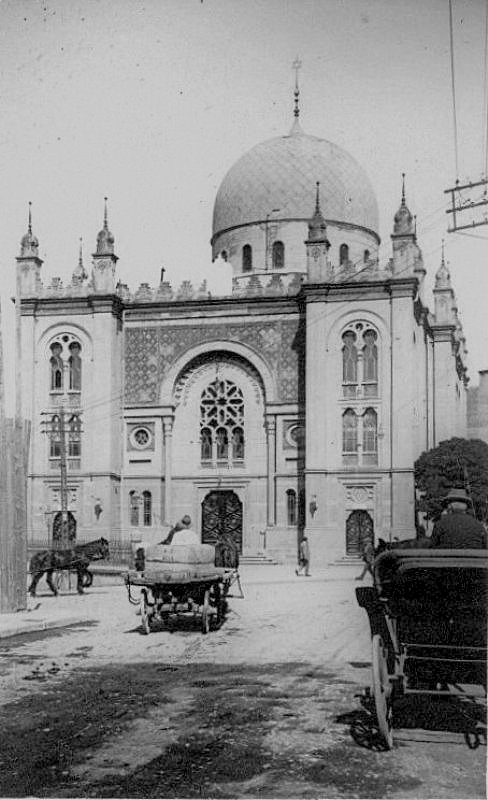
Synagoge Czernowitz

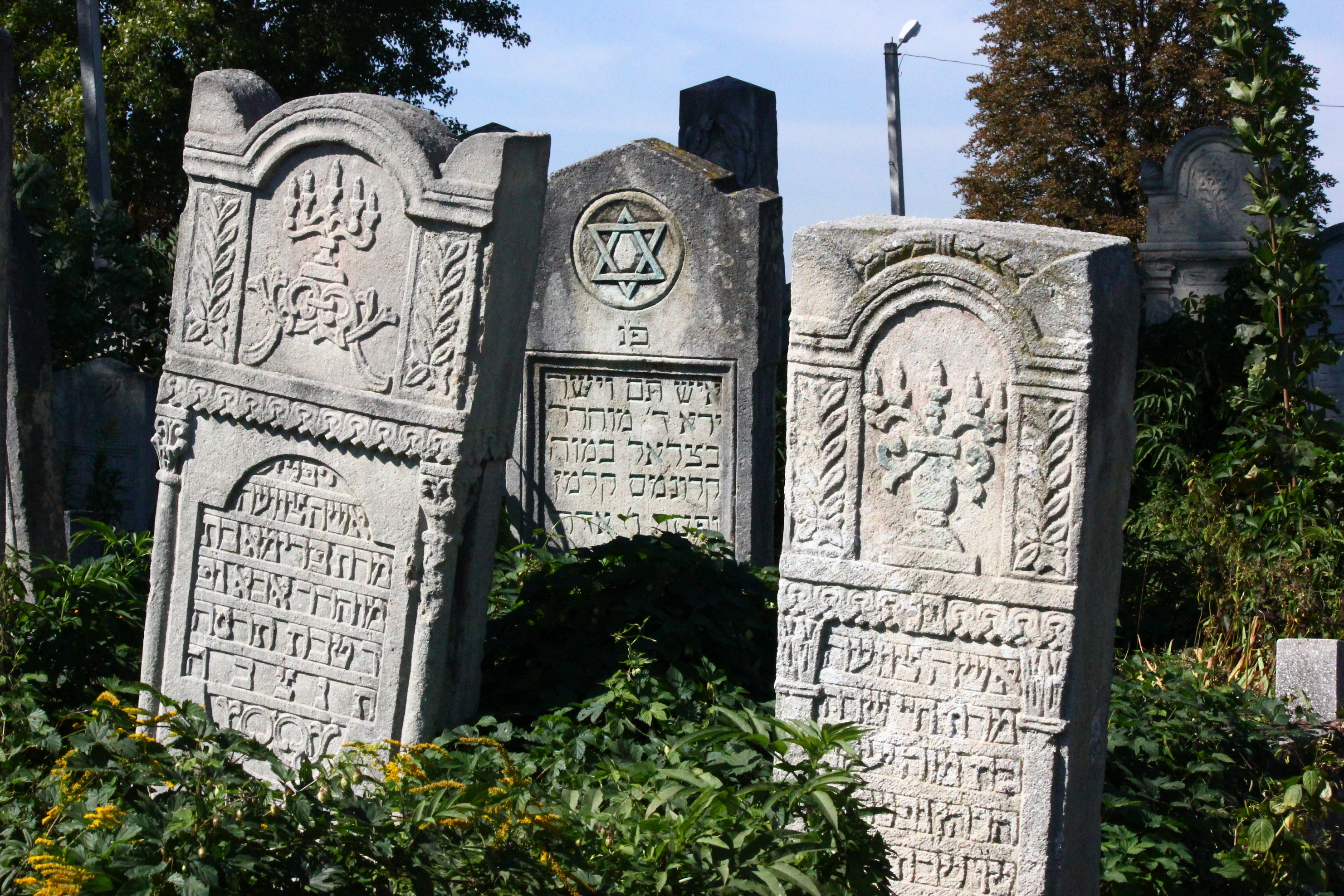
Grabsteine auf dem Jüdischen Friedhof, einem der größten erhaltenen in Mittel- und Osteuropa

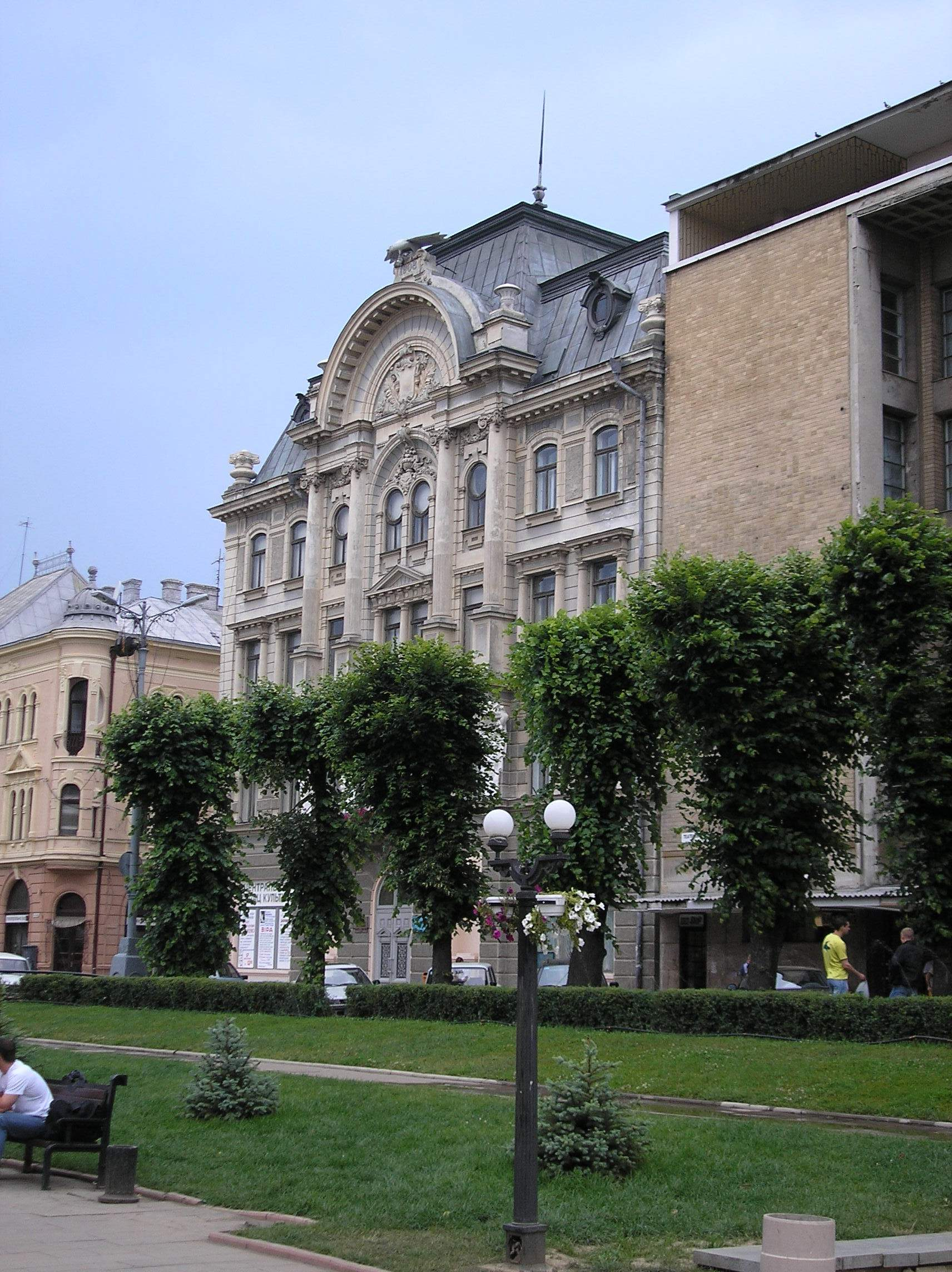
Museum für jüdische Geschichte und Kultur der Bukowina

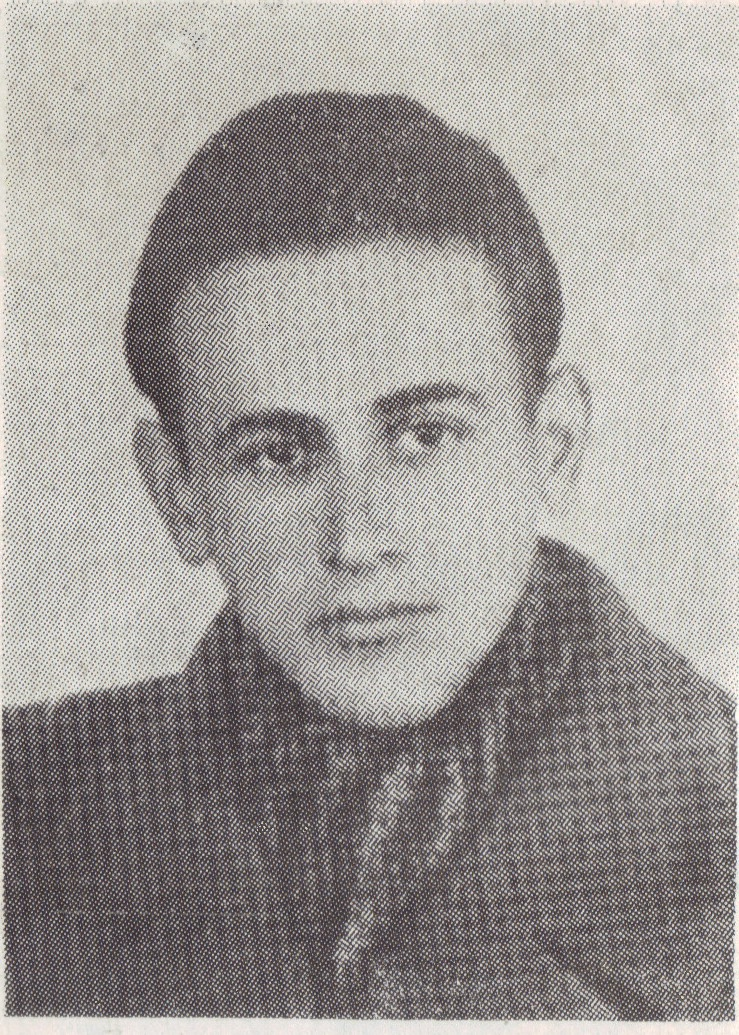
Paul Celan

Die Geschichte der Juden in Czernowitz ist eine Beschreibung jüdischen Lebens im heutigen Tscherniwzi in der Ukraine. In Czernowitz wurden u. a. die jüdischen Schriftsteller Itzig Manger, Selma Meerbaum-Eisinger, Rose Ausländer und Paul Celan geboren.

## Kaiserreich Österreich
Seit 1775 gehörte Czernowitz zur Habsburger Monarchie.
1787 gab es 74 Juden (Häuser).
1849 wurde Czernowitz Hauptstadt des Kronlandes Bukowina.
1866 wurde der neue jüdische Friedhof angelegt.
Seit 1867 waren Juden völlig gleichberechtigt in der Stadt.
Sie stellten in den folgenden Jahrzehnten Bürgermeister, Rektoren und andere wichtige Persönlichkeiten der Stadt.
1875 wurde die Franz-Josephs-Universität eröffnet, an der es auch jüdische Studenten und neun Studentenverbindungen sowie Lehrkräfte und Rektoren gab.
1877 wurde die große Synagoge eingeweiht.
Die meisten Juden sprachen deutsch, teilweise auch jiddisch als Umgangssprache.
1908 fand die Czernowitz-Konferenz statt, die die jiddische Sprache fördern sollte.
1910 wurde der jüdische Sportverein Hakoah Czernowitz gegründet.

## Rumänien
Seit 1919 gehörte Czernowitz zu Rumänien. In dieser Zeit erblühte das kulturelle jüdische Leben in Czernowitz.
1940 wurde die Stadt von der Sowjetunion besetzt. Viele Juden wurden nach Sibirien deportiert.
1941 wurde die Stadt von Rumänien erobert. Es wurde das Ghetto Czernowitz eingerichtet mit 50.000 Juden aus der gesamten Bukowina. Zwei Drittel wurden nach Transnistrien deportiert und dort getötet. 20.000 Juden konnten gerettet werden.

## Ukrainische SSR
Nach 1944 wurde Czernowitz ein Ort, von dem viele Juden nach Palästina emigrierten.
1989 waren 5,9 % der Bevölkerung Juden. Nach der politischen Wende in Europa emigrierte ein weiteres Mal ein Großteil davon nach Israel oder in die USA.

## Ukraine
2001 konnte eine Synagoge an der Sadowa uliza eingeweiht werden.
2010 wurde das Museum für jüdische Geschichte und Kultur der Bukowina im ehemaligen Jüdischen Nationalhaus eröffnet.

## Bevölkerungsentwicklung
| Jüdische Bevölkerung |           |        |        |
| Jahr                 | Ges.-Bev. | Juden  | Anteil |
| 1857                 | 22.000    | 04.678 | 21,6 % |
| 1869                 | 34.000    | 09.552 | 28,2 % |
| 1880                 | 46.000    | 14.449 | 31,7 % |
| 1890                 | 54.000    | 17.359 | 32,0 % |
| 1900                 | 68.000    | 21.587 | 31,9 % |
| 1910                 | 87.000    | 28.613 | 32,8 % |

## Persönlichkeiten

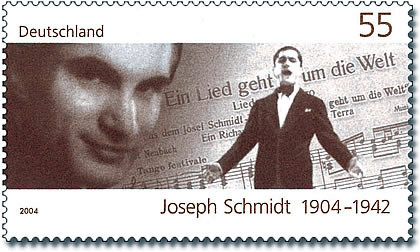
Joseph Schmidt

- Benno Straucher (1854–1940), Politiker
- Salomon Wininger (1877–1968), Verfasser der Großen Jüdischen National-Biographie
- Elieser Steinbarg (1880–1932), jiddischer Schriftsteller
- Mosche Altman (1890–1981), jiddischer Schriftsteller
- Arthur Kolnik (1890–1972), expressionistischer Graphiker
- Rose Ausländer (1901–1988), deutschsprachige Lyrikerin
- Itzig Manger (1901–1969), jiddischer Schriftsteller
- Joseph Schmidt (1904–1942), berühmter Opernsänger (Tenor)
- Josef Burg (1912–2009), jiddischer Schriftsteller
- Paul Celan (1920–1970), deutschsprachiger Dichter
- Selma Meerbaum-Eisinger (1924–1942), deutschsprachige Lyrikerin
- Aharon Appelfeld (1932–2018), israelischer Schriftsteller
- David Vyssoki (1948–2021), Psychiater
- Juli-Joel Edelstein (* 1958), israelischer Politiker der Likud-Partei
- Mark Ivanir (* 1968), israelischer Schauspieler und Synchronsprecher
- Mila Kunis (* 1983), US-amerikanische Schauspielerin
- Dimitri Chpakov (* 1989), deutscher Rapper, bekannt als SpongeBOZZ und Sun Diego

## Dokumentarfilm
- 1999: Herr Zwilling und Frau Zuckermann. Menschen und Landschaften. Volker Koepp zum 80. Interviews mit überlebenden Juden in Czernowitz. ARD Mediathek. 2:06 Std.  (WIKIPEDIA: Herr Zwilling und Frau Zuckermann, Dokumentarfilm von Volker Koepp)